# Berenice (Händel)
Berenice, Regina di Egitto
(HWV 38) ist eine Oper (Dramma per musica) in drei Akten von Georg Friedrich Händel und neben Arminio und Giustino eine der drei Opern, die Händel innerhalb eines halben Jahres für die Saison 1736/37 komponierte.

## Entstehung
Die Daily Post berichtete kurz nachdem Händel die Spielzeit mit der achten Aufführung der Atalanta wenige Tage zuvor beendet hatte:

“We hear that several Persons have been sent to Italy from the two Theatres, to engage some additional Voices, for the carrying on of Operas for the ensuing Season, and that Sig. Dominichino, one of the best Singers now in Italy, is engaged by Mr. Handel, and is expected over in a short time.”

„Dem Vernehmen nach haben die beiden Opernhäuser verschiedene Personen nach Italien geschickt, um für die nächste Saison noch einige Stimmen zu suchen, und Signor Dominichino, einer der besten jetzigen italienischen Sänger, soll von Herrn Händel engagiert worden sein und in kurzer Zeit hier erwartet werden.“

Der genannte Sänger kam dann im Oktober von Dresden nach England und ließ sich, wie es üblich war, vor seinem ersten Auftreten zuerst bei Hofe hören:

“On Tuesday last Signor Dominico Annibali, the celebrated Italian Singer lately arriv'd from Dresden, to perform in Mr. Handel's Opera in Coven-Garden, was sent for to Kensington, and had the Honour to sing several Songs before her Majesty and the Princesses, who express’d the highest Satisfaction at his Performance.”

„Letzten Dienstag [5. Oktober] wurde der gefeierte italienische Sänger Domenico Annibali,  kürzlich von Dresden hier angekommen, um in Händels Coventgarden-Oper aufzutreten, nach Kensington geschickt, wo er die Ehre hatte, der Königin und den Prinzessinnen verschiedene Gesänge vorzutragen, welche über diese Darbietung höchst zufrieden waren.“

Dass dies keine einseitige Parteinahme für Händel war, erhellt eine andere Zeitungsnachricht, nach welcher die drei von der gegnerischen „Opera of the Nobility“ engagierten Damen bei Hofe dieselbe beifällige Aufnahme fanden:

“Signora Merighi, Signora Chimenti, and The Francesina (Three Singer lately come from Italy, for the Royal Academy of Musick) had the Honour to sing before her Majesty, the Duke, and Princesses, at Kensington, on Monday Night last, and met with a most gracious Reception, and her Majesty was pleased to approve their several Performances: after which, The Francesina, performed several Dances to the entire Satisfaction of the Court.”

„Signora Merighi [Antonia Margherita Merighi], Signora Chimenti [Margherita Chimenti, genannt „La Droghierina“] und die Francesina [Elisabeth Duparc, genannt „La Francesina“], drei Sängerinnen, welche kürzlich für die königliche Musikakademie von Italien gekommen waren, hatten letzten Montagabend die Ehre, in Kensington vor der Königin, dem Herzog und den Prinzessinnen zu singen, und fanden eine höchst gnädige Aufnahme; Ihre Majestät geruhte, ihren Vorträgen Beifall zu schenken, und zum Schlusse machte die Francesina mit ihren Tänzen dem Hofe ein großes Vergnügen.“

Maria Strada war den Sommer über bei der inzwischen nach Holland verheirateten Prinzessin Anna gewesen. Am 4. Oktober kehrte sie zurück:

“Last Night the famous Signora Strada arriv’d from Holland, who is come on purpose to sing next Thursday in a Concert of Musick at the Swan Tavern in Exchange-Alley.”

„Gestern Abend kam die berühmte Signora Strada von Holland an, und zwar zunächst zu dem Zweck, um am folgenden Donnerstag im Gasthaus Zum Schwan in der Börsenallee zu singen.“

Händel begann am 14. August 1736 mit den Neukompositionen für die folgende Spielzeit und nahm zunächst den Giustino in Angriff. Mitten in dieser Arbeit schrieb er Arminio, den er offensichtlich vorziehen wollte, erst danach beendete er Giustino. Jedoch vor der Premiere dieser Oper im Januar begann Händel mit der dritten im Bunde: Berenice. Seine Notizen im Autograph lauten dazu: „angefangen Decembr 18. 1736.“ – Fine dell Atto primo | Decembr 27. | 1736. – Fine dell' Atto 2do Jan 7. 1737 | G.F. Handel. – Fine dell' Opera Berenice | G.F. Handel January 18. 1737. | auszufüllen geendiget den 27 January 1737.
Händel war die neue Spielzeit mit derselben Strategie angegangen, wie die zwei Jahre zuvor: Wiederaufnahmen vor Weihnachten und neue Werke im neuen Jahr. So wurden alle drei Opern im ersten Halbjahr 1737 uraufgeführt, und zwar zunächst Arminio am 12. Januar, gefolgt von Giustino am 16. Februar. Nachdem von letzterer drei Vorstellungen stattgefunden hatten, kam die Fastenzeit, welche die Theaterabende beschränkte. Dadurch äußerst behindert, verkündete Händel, dass die Opern auch in der Fastenzeit und zwar mittwochs und freitags gespielt werden sollten, und fuhr mit weiteren Vorstellungen des Giustino fort. Er wählte diese Tage, um nicht terminlich mit der „Adelsoper“ zusammen zu treffen, außerdem konnte er an diesen Tagen das Theater um 33 £ billiger mieten. Es war für ihn ein herber Schlag, als auch diese Opernaufführungen verboten wurden.
Nun war er gezwungen, sich auf die oratorischen Werke zu verlegen:

“We hear, since Operas have been forbidden being performed at the Theatre in Covent Garden on the Wednesdays and Fridays in Lent, Mr. Handel is preparing Dryden’s Ode of Alexander’s Feast, the Oratorios of Esther and Deborah, with several new Concertos for the Organ and other Instruments; also an Entertainment of Musick, called II Trionfo del Tempo e della Verita, which Performances will be brought on the Stage and varied every Week.”

„Wie wir erfahren, bereitet Herr Händel, nachdem mittwochs und freitags die Opernaufführungen während der Fastenzeit verboten worden sind, Drydens Ode vom Alexander-Fest vor, zudem die Oratorien Esther und Deborah mit verschiedenen neuen Konzerten für die Orgel und andere Instrumente, und noch eine neue musikalische Unterhaltung, genannt II trionfo del Tempo e della Verità; diese Werke sollen in diesen Wochen abwechselnd zur Aufführung kommen.“

Mitte April 1737, nur einen Monat vor der geplanten Premiere der Berenice, erlitt Händel als Folge seiner körperlichen und geistigen Anspannungen einen katastrophalen Zusammenbruch: Schlaganfall! Er wollte in diesen Tagen das von ihm zusammengestellte und bearbeitete Pasticcio Didone abbandonata nach Pietro Metastasios gleichnamigen Erstlingswerk mit Musik von Leonardo Vinci, Johann Adolf Hasse, Geminiano Giacomelli und Antonio Vivaldi leiten, doch durch die eingetretene Lähmung seines rechten Arms und der geistigen Trübungen musste wohl möglicherweise Händels zweiter Cembalist Johann Christoph Schmidt jun. die Abendleitung übernehmen.
Zu diesem Zeitpunkt war völlig unklar, ob dieser Schicksalsschlag seine Tätigkeit als Komponist und Dirigent nicht für immer beenden würde. Seine Freunde und Anhänger jedenfalls waren sich keineswegs sicher, wie der Gelehrte James Harris an seinen Vetter, den Earl of Shaftesbury schrieb:

“Yr Lordp’s information concerning Mr Handel’s Disorder was ye first I received – I can assure Yr Lordp it gave me no Small Concern – when ye Fate of Harmony depends upon a Single Life, the Lovers of Harmony may be well allowed to be Sollicitous. I heartily regrett ye thought of losing any of ye executive part of his meritt, but this I can gladly compound for, when we are assured of the Inventive, for tis this which properly constitutes ye Artist, & Separates Him from ye Multitude.  It is certainly an Evidence of great Strength of Constitution to be so Soon getting rid of So great a Shock.  A weaker Body would perhaps have hardly born ye Violence of Medicines, wch operate So quickly.”

„Die Nachricht Eurer Lordschaft bezüglich Händels Krankheit war die erste, die mich erreichte – Ich kann Euch versichern, dass es mir große Sorge bereitet. Wenn das Schicksal der Harmonie von einem einzigen Leben abhängt, muss man den Freunden der Harmonie die Aufregung verzeihen. Ich empfinde es als tiefsten Verlust, wenn wir ihn als ausführenden Musiker verlieren, doch ich kann mich leicht damit abfinden, solange uns seine Erfindungsgabe erhalten bleibt, denn sie ist es, die den Künstler eigentlich ausmacht und ihn aus der Masse hervorhebt. Sicherlich ist es ein Zeichen großer Kraft und Ausdauer, dass er so einen so schweren Schlag so schnell überwunden hat. Ein schwächerer Körper hätte schwerlich die starken Medikamente verkraftet, die so rasche Wirkung zeigen.“

Offenbar hatte er also noch nennenswerte Kraftreserven, die er mit seinem eisernen Willen mobilisieren konnte, und so meldete die Daily Post zweieinhalb Wochen nach dem Schlaganfall:

“Mr. Handel, who has been some time indisposed with the rheumatism, is in so fair a way of recovery, that it is hoped he will be able to accompany the opera of Justin on Wednesday next, the 4th of May; at which time we hear their Majesties will honour that opera with their presence.”

„Herr Händel, welcher seit einiger Zeit an Rheumatismus litt, ist auf einem guten Wege der Besserung, sodass man hoffen kann, er werde im Stande sein, nächsten Mittwoch, den 4. Mai, die Oper Giustino zu leiten. Dem Vernehmen nach werden Ihre Majestäten diese Opernaufführung mit ihrer Gegenwart beehren.“

Es ist unwahrscheinlich, dass sich diese Hoffnung erfüllte und Händel schon Anfang Mai wieder die Aufführungen leitete. In seinen Memoirs of Handel (1760) berichtete der Earl of Shaftesbury:

“Great fatigue and disappointment, affected him so much, that he was this Spring (1737) struck with the Palsy, which took entirely away, the use of 4 fingers of his right hand; and totally disabled him from Playing: And when the heats of the Summer 1737 came on, the Disorder seemed at times to affect his Understanding.”

„Große Ermüdung und Enttäuschung belasteten ihn so sehr, dass er im Frühjahr mit einer Lähmung geschlagen wurde, die ihn der Beweglichkeit von vier Fingern der rechten Hand völlig beraubte, und ihm das Musizieren unmöglich machte. Und als die heißen Tage des Sommers 1737 heranrückten, schien die Krankheit mitunter auch seinen Verstand zu verwirren.“

Weiter schreibt der Earl of Shaftesbury, der am 12. Mai 1737 einer Probe beigewohnt hatte, in einem Antwortbrief an seinen Vetter:

“I was at the rehearsal of the charming Berenice this morning, when I received an inexpressible delight. The overture is excellent[,] a good fuge & after it a pleasing air in the taste of that at the end of the overture in Ariadne, with a sprightly air after it, which concludes this overture; the first act is mostly in the agreable strain, full of exquisite genteel airs & quite new. The second is more in the great taste & may […] properly be call’d sublime. […] The third act opens with a short but good prelude, & this act is a mixture both of great & pleasing. […] Mr Handel is better though not well enough to play the harpsichord himself[,] which young Smith is to do for him.”

„Heute Morgen war ich bei der Probe der bezaubernden Berenice, was mir ein unglaubliches Vergnügen bereitet hat. Die Ouvertüre ist ausgezeichnet, eine gute Fuge und danach ein liebliches Stück, so etwa in der Art, wie es am Ende der Ouvertüre in Arianna in Creta steht, wo eine muntere Melodie diese Ouvertüre abschließt; der erste Akt ist durchweg in einem gefälligen Stil gehalten, voller vorzüglicher eleganter Arien und recht neu. Der zweite Akt ist mehr dem großen Geschmack verpflichtet und kann […] zu Recht erhaben genannt werden. […] Der dritte Akt beginnt mit einem kurzen, aber guten Vorspiel. Dieser Akt ist eine Mischung aus dem großen und dem gefälligen Stil. […] Händel geht es besser, aber nicht gut genug, um das Cembalo selbst zu spielen, der junge Smith [Schmidt jun.] soll das für ihn übernehmen.“

Am 18. Mai 1737 schließlich war die Premiere der Berenice im Covent Garden Theatre in Anwesenheit der königlichen Familie und es sieht so aus, dass diese Oper Händels einzige war, deren Uraufführung er nicht selbst leitete, dies wird wohl ebenso Schmidt getan haben. Tatsächlich ist es sogar möglich, dass der Komponist in keiner der insgesamt vier Aufführungen der Berenice leitend tätig war.
Besetzung der Uraufführung
- Berenice – Anna Maria Strada del Pó (Sopran)
- Alessandro – Gioacchino Conti, genannt „Gizziello“ (Soprankastrat)
- Demetrio – Domenico Annibali (Altkastrat)
- Selene – Francesca Bertolli (Alt)
- Arsace – Maria Caterina Negri (Alt)
- Fabio – John Beard (Tenor)
- Aristobolo – Henry Theodore Reinhold (Bass)

## Libretto
Händels Text von Berenice basiert auf einem Libretto von Antonio Salvi. Dessen Berenice, regina di Egitto wurde erstmals im Oktober 1709 mit Musik von Giacomo Antonio Perti im Theater von Ferdinando de Medici in Pratolino (bei Florenz) aufgeführt. Unter dem ursprünglichen Untertitel Le gare di politica e d’amore („Der Wettstreit zwischen Politik und Liebe“) wurde dieses Textbuch nochmals in Venedig (1711) mit Musik von Giovanni Maria Ruggieri und am selben Ort nochmals 1734 mit Musik von Francesco Araia (mit dem Originaltitel) auf die Bühne gebracht. Händel hatte Salvi bereits 1707/08 in Florenz und Rom persönlich kennengelernt, war auch später über dessen Libretto-Dichtungen bestens unterrichtet und hatte seine Textbücher schon mehrfach verwendet: Rodelinda (1725), Scipione (1726), Lotario (1729), Sosarme (1732), Ariodante (1735) und ein Vierteljahr zuvor Arminio. Der Bearbeiter des Operntextes von Berenice ist uns nicht bekannt, er hinterließ jedenfalls ein Torso: eine unwahrscheinliche Situation jagt die andere und es ist sehr schwer herauszubekommen, ob die Personen mit ihren Aussagen lügen oder gerade die Wahrheit sagen. Hauptgrund dafür ist die Tatsache, dass mehr als 60 % der ursprünglichen Rezitativtexte, das sind mehr als 600 Zeilen, gestrichen wurden!
Auch abgesehen von seinen gesundheitlichen Problemen war der Sommer 1737 für Händel ein unerfreulicher Lebensabschnitt. Das Interesse des Londoner Publikums an der italienischen Oper erlosch merkbar und die Ära der dritten Opernakademie am Covent Garden Theatre ging zu Ende. Seine Schulden wuchsen und die Sänger konnte er nur mit einem gewissen Zeitabstand bezahlen. Das Schicksal hatte allerdings auch einen Trost zur Hand: die konkurrierende Gegenpartei, die Opera of the Nobility („Adelsoper“) musste im Haymarket-Theatre ebenfalls die Tore schließen. Am 11. Juni waren die finanziellen Belastungen für die Adelsoper nicht mehr zu tragen, auch der Kronprinz stand nicht mehr an deren Seite. Auslöser war die Erkrankung des Starkastraten Farinelli, welche zur Absage der geplanten Vorstellung der Sabrina (welche auf John Miltons Comus basierte; Text und Musik hatte Paolo Antonio Rolli überarbeitet) am 14. Juni führte. Farinelli reiste nach Italien ab und betrat nie wieder britischen Boden. Der Komponist und der musikalische Kopf des Unternehmens, Nicola Porpora, folgte bald nach.
Nach der letzten Vorstellung der Spielzeit, dem Alexander-Fest am 25. Juni, die Händel wahrscheinlich unter Aufbietung aller Kräfte wieder selbst leitete, beschlossen seine Freunde, er habe nunmehr genug eingesteckt und drängten ihn, die Heilbäder von Aix-la-Chapelle (Aachen) aufzusuchen. Im September ging er für sechs Wochen dorthin und kehrte genesen und mit neuem Tatendrang zurück.
Berenice war die letzte von Händels Opern, die Premiere im Covent Garden Theatre hatten. Für die nächste Saison wird er wieder in sein altes Stammhaus, dem King’s Theatre am Haymarket zurückkehren und sein Opernunternehmen mit den Resten der Opera of the Nobility kombinieren, in einem letzten Versuch, die italienische Oper in London doch noch zu etablieren. Es entstanden bis 1741 noch vier Opern, nämlich Faramondo, Xerxes, Imeneo und Deidamia, ehe er sich endgültig von der Opernkomposition verabschiedete.
Berenice wird neben Arminio und Giustino in der einschlägigen Literatur nicht zu den hervorragenden Meisterwerken Händels gezählt. Das Schreiben von gleich drei Opern innerhalb eines halben Jahres und die daraus resultierende Erschöpfung und Überarbeitung Händels werden als Gründe dafür angegeben. Was die Dramaturgie betrifft, so kann man eine solche Aussage noch nachvollziehen, denn die Handlung beschränkt sich auf die typischen Verwicklungen der Opera seria, die immer dann entstehen, wenn Menschen nur übereinander und nicht miteinander reden. Wenn es aber um die Musik und die Anzahl charaktervoller und schöner Arien geht, so ist diese Haltung nicht zu verstehen. Die Musik ist heiter, ideenreich und schwungvoll. Trotzdem, und auch im Angesicht der Tatsache, dass Händel seinen Sängern, vor allem seiner Primadonna Anna Strada, „bravouröse Brillanz und Virtuosität“ bestätigte, entschieden die soziologischen, kulturellen und individuellen Umstände, dass Berenice nach der Uraufführung nur noch dreimal, nämlich am 21. und 25. Mai, sowie am 15. Juni 1737 in London wiederholt wurde.
Berenice wurde danach im 18. Jahrhundert lediglich im Februar 1743 in Braunschweig mit dem Titel Berenice Königin in Egypten in einer musikalischen Bearbeitung sowie unter der Leitung von Georg Caspar Schürmann aufgeführt. Während die Arien in der italienischen Originalfassung gesungen wurden, komponierte Schürmann für diese Aufführungen die Rezitative und den Eingangschor auf deutschen Text neu.
Wie im Grunde alle Opern Händels verschwand auch Berenice dann mehr als zweieinhalb Jahrhunderte lang von den Spielplänen der Opernhäuser. Die erstmalige Wiederaufführung der Oper in der Neuzeit fand am 26. April 1985 in der Keele University (Großbritannien) in einer englischen Textfassung von Alan Kitching statt. Die musikalische Leitung hatte George Pratt.
Die erste Wiederaufführung des Stückes in Originalsprache und historischer Aufführungspraxis sah man konzertant in Paris am Théâtre des Champs-Elysées am 21. November 2009 mit Il complesso barocco unter der Leitung von Alan Curtis.
Am 27. Mai 2018 wurde das Werk zur Eröffnung der Internationalen Händel-Festspiele in Halle (Saale) gezeigt, erstmals unter Verwendung der Vorabpartitur der Hallischen Händel-Ausgabe, welche den Notentext der Uraufführung vom Mai 1737 bot. Dies war die letzte Händel-Oper, die zuvor noch nicht in der Geburtsstadt des Komponisten aufgeführt worden war.

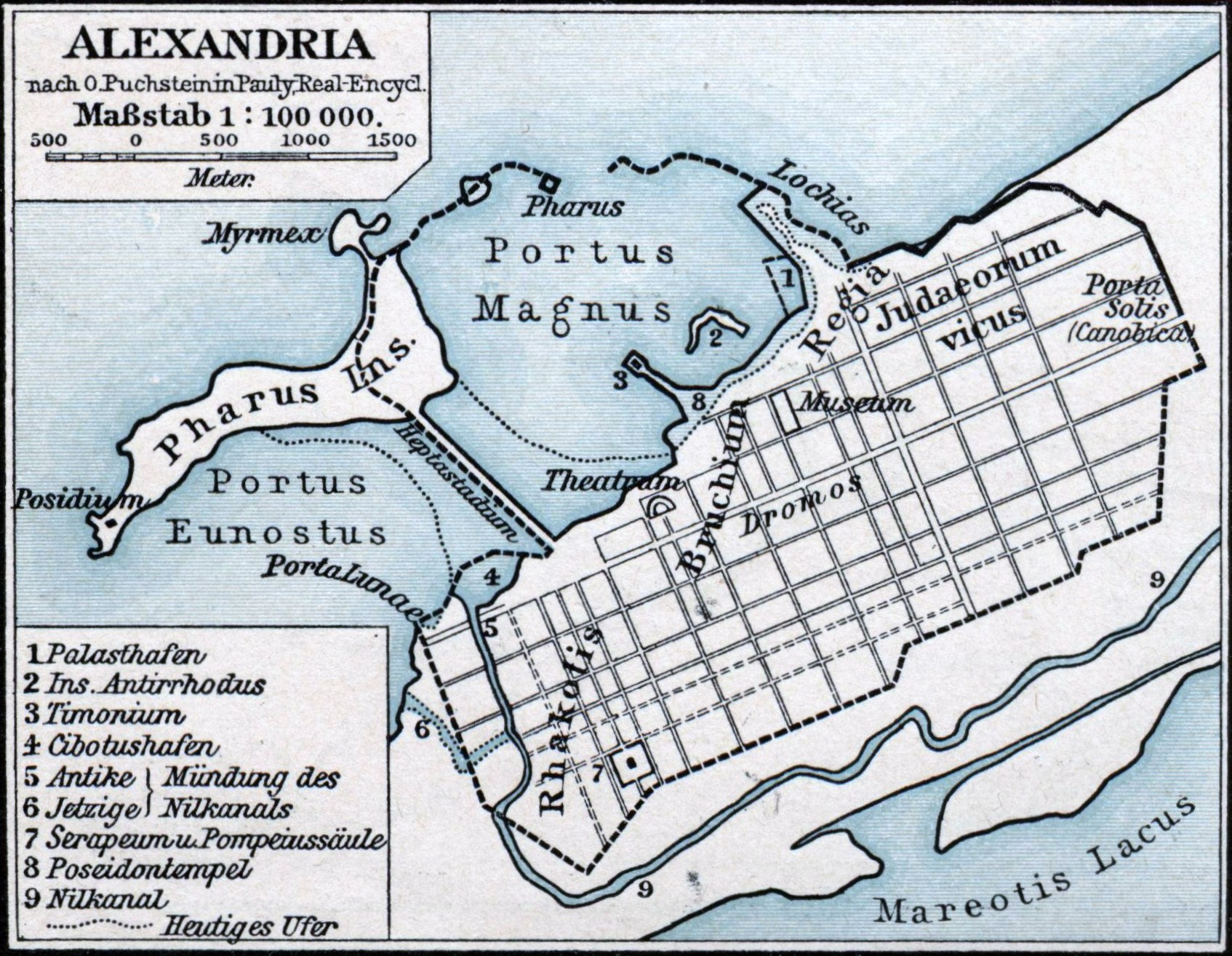
Karte des antiken Alexandria

## Handlung

### Historischer und literarischer Hintergrund
Historischer Hintergrund der Handlung ist der Machtkampf zwischen dem römischen Diktator Lucius Cornelius Sulla und Mithridates VI., König von Pontos, um die Vorherrschaft in Kleinasien und dem östlichen Mittelmeer. An dem reichen Ägypten waren beide in besonderer Weise interessiert. Die Titelfigur des Librettos, Kleopatra Berenike III., ist für die verworrenen Familienverhältnisse der Ptolemäer mit ihren Geschwister-, Väter- und Onkelehen zwischen Personen, die zumeist die gleichen Namen tragen, ein signifikantes Beispiel. Geboren als Tochter von Ptolemaios IX. Soter II. war sie zunächst mit ihrem Onkel Ptolemaios X. Alexander I. verheiratet, der im Jahre 88 v. Chr. bei Zypern in einem Seegefecht getötet wurde. Sein Sohn (vermutlich) aus einer anderen Ehe mit dem Namen Ptolemaios XI. Alexander II., der auf der griechischen Insel Kos lebte, war im Jahre 88 v. Chr. von Mithridates VI. geraubt, vier Jahre später aber nach Rom geflohen und dort freundlich aufgenommen worden. Seit dem Tod ihres Gemahls herrschte Berenike III. gemeinsam mit ihrem Vater über Ägypten, nach dessen Tod im Jahre 80 v. Chr. dann ein halbes Jahr als Alleinherrscherin. Rom, das von ägyptischen Getreidelieferungen abhängig war, hatte in den Jahrzehnten zuvor immer größeren Einfluss im von inneren Unruhen geschwächten Ptolemäer-Reich gewinnen können. Für den römischen Diktator Sulla war es deshalb von großer Bedeutung, einen pro-römischen König auf Ägyptens Thron zu bringen. Der in Rom lebende Ptolemaios XI. schien dafür der geeignete Kandidat zu sein. Deshalb wurde er im Jahr 80 v. Chr. unter tätiger römischer Mithilfe inthronisiert, indem Berenike der ptolemäischen Sitte folgend ihren Stiefsohn heiratete, der vielleicht sogar ihr leiblicher Sohn war (die überlieferten Quellen bleiben in dieser Hinsicht unklar). Die Ehe sollte allerdings nur 19 Tage währen; aus unbekannten Gründen ließ Ptolemaios XI. Berenike ermorden. Diese Tat löste eine Welle der Empörung und schließlich einen Volksaufstand innerhalb der alexandrinischen Bevölkerung aus, denn Berenike war beim Volk sehr beliebt gewesen. Im Verlauf dieser Unruhen wurde Ptolemaios XI. von einer aufgebrachten Menge umgebracht. Sein Nachfolger wurde Ptolemaios XII. Theos Philopator Philadelphos Neos Dionysos. Das Libretto nennt Appians römische Geschichte, also die um 150 n. Chr. entstandene Rhomaika des Appianos von Alexandria als Quelle.
Die in der Handlung auftretenden oder genannten Personen weisen eine Verbindung zu denen früherer Opern Händels auf: so ist der römische Diktator Sulla der Titelheld der Oper Lucio Cornelio Silla (1713), während Berenice die Tochter des Tolomeo und der hiesige Alessandro der Sohn des Alessandro in Tolomeo (1728) ist.

„ARGOMENTO
 Berenice, Tochter des Ptolemäus Sotor, dem Zweiten dieses Namens, wurde von den Alexandriem zur Königin ausgerufen. Ptolemäus starb ohne einen männlichen Nachkommen. Zu dieser Zeit war Mithridates, König von Pontus, der furchtbarste Feind von Rom. Sylla, der dann an der Spitze der Römischen Republik stand, fürchtete mindestens, dass Berenice jemand von den Verbündeten des Mithridates zum Ehemann nehmen sollte; jener, der die Waffen von Pontus mit denen von Ägypten vereinigte, sollte noch furchtbarer für die Republik von Rom werden. Er schickte Alexander, den Sohn von Ptolemäus Alexander, der nach dem Tod seines Vaters fortgebracht und bei den Römern großgezogen wurde, mit einem Gesandten zu Berenice. Dieser historischen Tatsache wurden andere ähnliche Vorkommnisse hinzugefügt, wie sie im Drama zu sehen sein werden.“

### Erster Akt

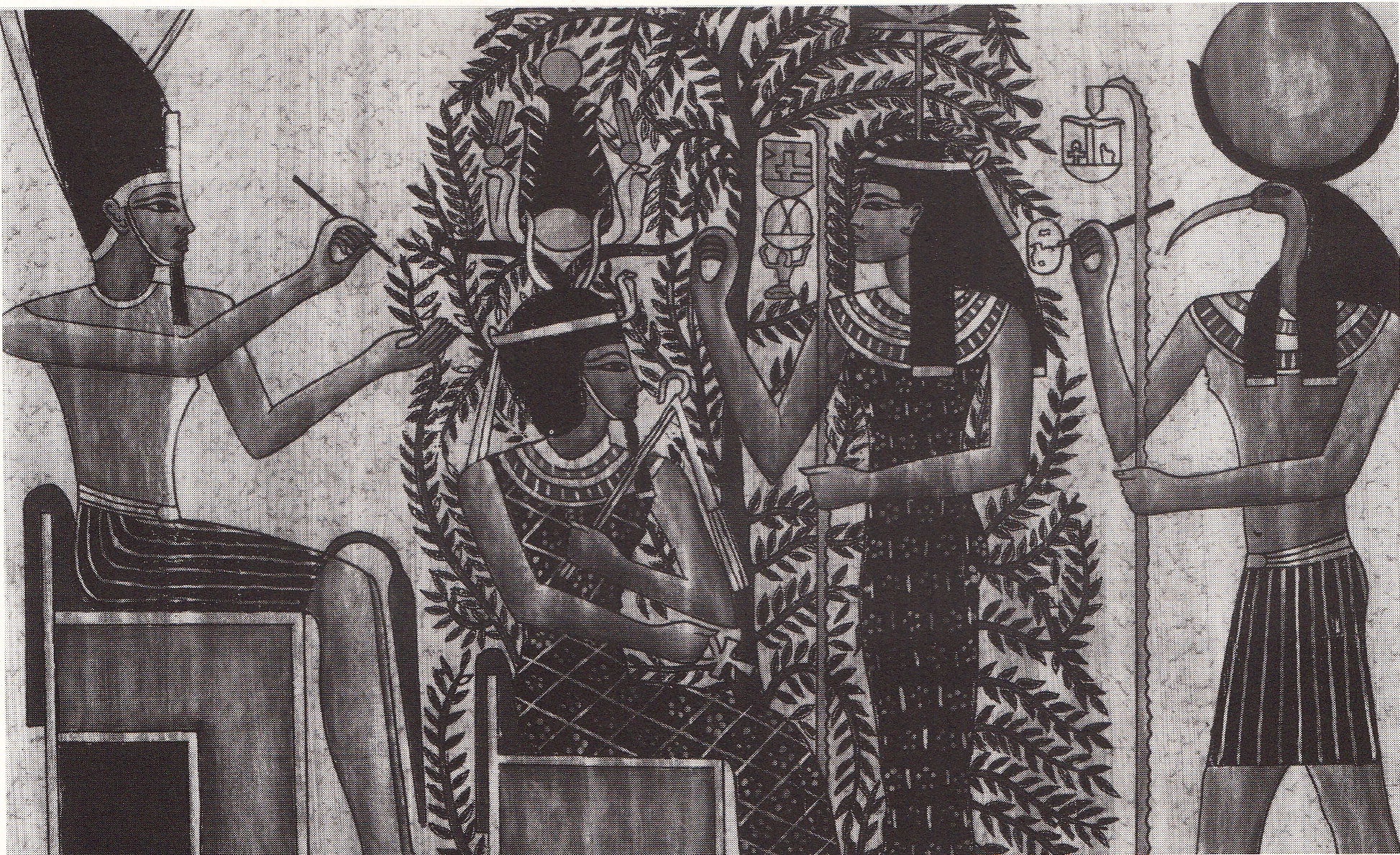
Berenice und Selene, Ankleidungszeremonie, Geflecht aus Papyros, Freie Deutsche Akademie der Wissenschaften und Künste e. V. Bonn

Thronsaal des Königspalastes in Alexandria. Königin Berenice hat mit ihrem Hofstaat, darunter auch ihr Hofrat Aristobolo, den Saal betreten und nimmt auf dem Thron Platz. Sie fordert Aristobolo auf, den römischen Botschafter vorzulassen. Als Fabio eintritt, rühmt er sofort die Schönheit der Königin und weist auf den freundschaftlichen Bund hin, der beide Staaten seit langem verbindet. Berenice ist erfreut über die Grüße des römischen Diktators Silla und dem Senat von Rom und äußert sich dementsprechend: Nò, che servire altriu (Nr. 1). Fabio ergänzt nun, man sähe es in Rom gerne, wenn sich die Königin Ägyptens für einen Partner auf dem Thron erwärmen könnte und schiebt gleich den mitgereisten Sohn des Tolomeo Alessandro, ebenfalls Alessandro genannt, nach vorn. Berenice lehnt das Ansinnen ab mit dem Hinweis, sie wähle sich ihre Partner selber aus. Nach kurzem Wortgeplänkel geht sie mit dem ganzen Hofstaat ab.
Bei den im Saal gebliebenen Besuchern entwickelt sich nun ein aus Erstaunen und Unruhe genährtes Gespräch. Botschafter Fabio ist der Meinung, Berenice habe Rom zu gehorchen, Alessandro gibt zu, dass sogar die Ablehnung seiner Person durch die Königin den in ihm geweckten Zauber nicht lösen kann. Fabio rät zur Vernunft und meint, letztlich werde man sich in allen Punkten durchsetzen: Vedi l’ape ch’ingegnosa (Nr. 2). Dann gehen, bis auf Alessandro, alle weiteren Besucher ab.
Alessandro ist allein und lässt in einem Selbstgespräch erkennen, dass nur die Liebe, nicht aber der römische Senat und der Diktator Silla sein Problem lösen kann: Che sarà quando amante accarezza (Nr. 3).
Gemach der Selene, das direkt in einen Garten führt. In einem Gespräch, das die Schwester der Königin mit dem Prinzen Demetrio führt, teilt er ihr mit, dass er mit dem König Mitridate, dem größten Feind Sillas, verbündet ist. Privat rät er Selene, alles Seufzen aufzugeben, denn, wenn auch Berenice ihr die Liebe zu ihm neide, ist er keinesfalls bereit, auf sie zu verzichten. Als Demetrio dann noch einen Schritt weitergeht und behauptet, Mitridate wolle mit seiner Hilfe Berenice vom Thron stoßen und sie als Nachfolgerin inthronisieren, ist Selene bestürzt und lässt Angst vor den Folgen erkennen. Vor seinem Abgang kann Demetrio sie jedoch beruhigen: Nò, soffrir non può (Nr. 4).
Aristobolo macht Selene aufgeregt seine Aufwartung; er erkundigt sich nach Demetrio und behauptet, Rom habe klargemacht, dass Demetrio sterben müsse, wenn Berenice die Werbung des Alessandro zurückweise und deshalb wolle er ihn warnen. Am Hofe ist ja Berenices Verliebtheit in Demetrio bekannt und damit ist doch entschieden, dass Demetrio sterben muss, da er Rom im Weg steht. Selene zeigt sich über diese Nachricht beunruhigt und geht verstört ab: Gelo, avvampo, con sidero (Nr. 5).
Galerie mit Sitzgelegenheiten. Berenice ist allein und sinniert über die politische, aber auch über ihre persönliche Lage. Sie hat das Ziel, Roms Pläne in jedem Falle zu durchkreuzen. Auf ihren Befehl hin wird der Fürst Arsace vorgelassen und sie fragt unvermittelt, ob er schon jemals geliebt habe oder momentan verliebt sei. Er gesteht zögerlich, dass er eine Frau liebe, die jedoch für ihn unerreichbar sei. Auf die Nachfrage der Königin, um wen es sich handele, gibt Arsace, wieder zögerlich, zu, dass es die Schwester der Königin sei. Innerlich aufgewühlt und aus verständlichem Eigennutz gibt Berenice dem Fürsten den Rat, seine Liebe öffentlich zu bekennen und verspricht ihm sogar ihren königlichen Beistand.
Nach seinem Weggang kommt Selene in die Galerie und Berenice teilt der Schwester mit, dass in ihrer Brust ein Sturm wüte, der durch Politik und Liebe hervorgerufen wurde. Dann bittet sie Selene um Hilfe: sie muss – lügt sie – einen befreundeten Fürsten heiraten, dann wäre Rom zufrieden. Und sie sagt weiter, dass dieser Fürst bereits bei ihr vorgesprochen und um die Hand der königlichen Schwester angehalten habe. Die Annahme Selenes, es handele sich um Demetrio, lässt sie freudig erregt ja zu dieser Heirat sagen. Durch einen Wink Berenices zu den Wachen hin kommt Arsace wieder in die Galerie und als die Königin diesen Fürsten ihrer Schwester als den Antragsteller vorstellt, bricht für Selene eine Welt zusammen. Berenice aber stellt Selenes Verwirrung Arsace gegenüber als Zeichen der Liebe hin: Dice amor, quel bel vermiglio (Nr. 7).
Berenice ist gegangen und hat Selene mit Arsace allein gelassen. Er bekennt ihr seine Liebe und bittet fast schon flehentlich, sie sein nennen zu dürfen. Während er immer mehr mit Worten auf sie eindringt, verlegt sich Selene auf die Taktik der Zurückhaltung; so fordert sie von ihm Beweise seiner Liebe. Er antwortet mit einer Gleichnis-Arie: Senza nudrice alcuna, qual pargoletto in cuna, mi stava amor nel sen (Nr. 8) („Ein Säugling, der nach der Brust schmachtet, hat ohne seine Amme niemals Ruhe.“) Und er ergänzt in typisch barocker Bildhaftigkeit: seine Liebe zu ihr werde …il pasce rotte l'anguste fasce gigante amor divien. („…mit jeder Nahrungsaufnahme wachsen.“)
Hof des königlichen Palastes. Alessandro ist allein; ihn plagt die Vorstellung, dass Berenice zu sehr mit Demetrio befasst ist und er außen vorbleibt. Da stürmt plötzlich das aufgeregte Volk in den Hof, Demetrio verfolgend. Da der Hof keine weiteren Fluchtmöglichkeiten bietet, stellt sich Demetrio der aufgebrachten Menge. Alessandro nimmt die tapfere Haltung von Demetrio als Grund, ihm beizustehen und es gelingt ihnen, mit gezogenen Schwertern die unbewaffneten Eindringlinge zu verscheuchen. Das verschafft ihm bei allen Respekt, auch bei Berenice, der gegenüber Alessandro allerdings ritterliche Selbstverständlichkeit für sein Handeln reklamiert: Quell’ oggetto, ch’e caro (Nr. 9). Der erste Akt endet mit einem Duett zwischen Demetrio und Berenice (Se il mio amor/Se il tuo amor, Nr. 10), die ihn zunächst beiseite gezogen hat, um ihm zu versichern, dass die Aufständischen, wahrscheinlich von Rom gesteuert, ausfindig gemacht und schrecklich bestraft würden; dann erst äußern sich beide dahingehend, dass es gemeinsamer Rache Wert sei, wenn beider Liebe ein Verbrechen sein sollte.

### Zweiter Akt
Lustgarten im Königspalast, nahe Berenices Wohngemächern. Demetrio ist allein auf der Szene und schwärmt von der schönen Berenice: Se non ho l’idol mio (Nr. 11). Die kommt hinzu und nennt ihn „mein Leben“ und wünscht sich den Tag herbei, der ihre Hände verbinden soll. Als er dann aber das königliche Amt für sich als zu hoch erachtet, nennt sie ihn unvermittelt einen Feigling und unwürdigen Liebhaber. Demetrio ist ebenfalls zornig, kann sich aber zurückhalten und beschließt, das Heucheln zu erlernen.
Botschafter Fabio kommt und bringt die Nachricht, dass Rom beschlossen hat, Alessandro mit Selene zu vermählen, da Berenice für ihn unerreichbar sei. Demetrio äußert sich entsetzt, wird aber von Fabio zurechtgewiesen: Rom will nicht seine Stellungnahme hören, sondern die Antwort der Königin. Die lehnt ab, weil Selene ja bereits den Fürsten Arsace zum Bräutigam hat. Fabio aber glaubt, hier ein hinterlistiges Spiel zu erkennen und wird grob; als Berenice mit Krieg droht, ergreift er die Initiative und erklärt nun seinerseits im Namen Roms den Ägyptern den Krieg; dann geht er triumphierend ab: Guerra, e pace (Nr. 12).
Demetrio bietet sofort der Königin seine Hilfe an, aber Berenice geht nicht auf dieses Angebot ein. Sie schwankt und sieht sich nicht in der Lage, zwischen Politik und Minne zu unterscheiden: Sempre dolce, ed amorose (Nr. 13). Als sie die Szene verlassen hat, sinniert Demetrio in einem Accompagnato-Rezitativ über Treue und Liebe (Selene, infida…, Nr. 14) und macht sich, vor seinem Abgang, noch in einer Rache-Arie Luft: Sù, Megera, Tesifone, Aletto! (Nr. 15). Beide Arien sind nur dann verständlich, wenn sich der Zuschauer vergegenwärtigt, dass Demetrio von einer Verlobung Selenes mit Arsace ausgeht.
Hof im Palast. Alessandro und Arsace treffen aufeinander. Beide erkennen sich als Rivalen, gehen dabei jedoch von unterschiedlichen Personen aus: Alessandro denkt an Berenice, während Arsace Selene meint. Es kommt hier also zu haltlosen Verdächtigungen. Als Aristobolo hinzukommt, ändert sich das Gesprächsthema: man spricht über den bevorstehenden Waffengang und Alessandro hört erstmals, dass Rom den Ägyptern den Krieg erklärt hat. Seine Reaktion deutet einen Verzicht auf Berenice an: La bella mano (Nr. 17). Entschlossen geht er davon. Und auch Arsace muss sich wegen der politischen Lage entscheiden: entweder für Selene oder für den Kriegsruhm im Kampf gegen Rom. Sein Abgang lässt erkennen, dass er sich für die Teilnahme am Krieg entschieden hat: Amore contro amor combatte nel mio cor (Nr. 18). Der alleingebliebene Aristobolo meint in einem Selbstgespräch, Politik sei ein einziger Irrtum und steht anständigem Willen entgegen: Senza te sarebbe il mondo (Nr. 19).
Gemach der Selene. Demetrio kommt mit gezogenem Schwert in das Zimmer und fragt nach Selenes Gemahl. Sie erfährt nun, dass Arsace gemeint ist und versucht mit guten Worten, Demetrio zu beruhigen. Der will sich aber nicht beruhigen lassen, nennt sie undankbar und treulos. Von den beiden unbemerkt ist Berenice hinzugekommen und hört, dass Demetrio nicht sie, sondern Selene liebt und nur durch Roms Kriegsandrohung auf ihrer Seite steht. Selene wiederum kann in letzter Sekunde verhindern, dass sich Demetrio den Todesstoß gibt. Dann tritt Berenice hervor und verlangt das Schwert; sie ist betroffen und wütend zugleich und äußert sich in ihrer Arie Traditore, così vago di sembiante (Nr. 20) rachedurstig. Dann verlässt sie die Szene.
Zwischen Selene und Demetrio kommt es zu einem Gespräch und der vorwurfsvolle Ton wird immer schwächer; Demetrio erfährt, dass Arsace nicht der Bräutigam Selenes ist. Sie verzeihen sich gegenseitig ihre boshaften Äußerungen. Als sie abgehen wollen, tritt ihnen Berenice mit Arsace entgegen. Die Königin verlangt von ihrer Schwester, dass sie sofort in die Heirat mit Arsace einwilligt. Nun aber lehnt der Fürst den Wunsch der Berenice ab und begründet das mit der Kriegsgefahr, in die er kämpfend zugunsten Ägyptens eingreifen will. Alle Ansprüche tritt er zugunsten Alessandros ab.
Fabio und Alessandro kommen hinzu; Fabio verlangt jetzt, Arsace solle seinen Verzicht auf Selene öffentlich verkünden. Diese Einmischung weist Selene mit der Begründung zurück, sie entscheide noch immer selbst über ihre Zukunft. Aber auch Alessandro verzichtet und meint, der Wunsch Roms sei ihm keinesfalls ein Befehl. Fabio ist beleidigt und geht ab. Dafür befiehlt Berenice nun, Demetrio als vermeintlichen Verursacher allen Übels in Ketten zu legen. Demetrio scheint das gleichgültig zu sein, denn er betont, dass er auch als Gefangener seine Liebe zu Selene nicht verraten wird: Sì, tra i ceppi (Nr. 22).
Die letzte Szene des zweiten Aktes ist verwirrend: Selene beschwert sich bei Arsace über den Bruch seines Versprechens zugunsten seines Eintritts für den Frieden Ägyptens. Sie bezeichnet den Fürsten ihrer Liebe nicht würdig, wissend, dass sie ihn doch überhaupt nicht als Gatten wollte: Si poco è forte (Nr. 23).

### Dritter Akt
Berenices Wohngemach im Palast. Die Königin befiehlt der Wache, Demetrio zu holen. Zwischenzeitlich erscheint Aristobolo und teilt Berenice den Inhalt eines an Demetrio gerichteten Schreibens mit, das von ihm abgefangen wurde. Dabei erregt nicht nur der Absender, König Mitridate von Pontus, Erstaunen, sondern vielmehr noch sein Inhalt: Der Widersacher Roms (und Sillas) bietet Demetrio seine Hilfe an, die Königin Berenice „zu zähmen“ und dann Selene auf den Thron Ägyptens zu bringen und ihn mit Selene zu vermählen.
Der Inhalt des Briefes ist kaum gedanklich verarbeitet, da kommt die Wache mit Demetrio. Er äußert einerseits seine unerschütterliche Liebe zu Selene und andererseits auch seine Furchtlosigkeit vor Berenice. Die überhört die für sie verletzenden Worte und befiehlt ohne Angabe von Gründen, Demetrio freizulassen. Aristobolo gibt Demetrio sein Schwert zurück. Berenice meint leichthin, wenn er schon Bett und Thron mit ihr nicht teilen wolle, dann möge er doch lieben, wen er wolle. Dann aber übergibt sie ihm wortlos das Schreiben Mitridates, nennt ihn darauf einen Verräter und lässt ihn erneut in Ketten legen und wieder abführen: Per si bella cagion (Nr. 24).
Die Königin befiehlt ihrem Hofrat, umgehend eine Volksversammlung in den Tempel einzuberufen. Dort möge jeder sehen, wie die Göttin der Sterne, Astrea, über die Liebe triumphiert. Aristobolo geht, um den Befehl auszuführen.
Botschafter Fabio kommt, um sich zu verabschieden, da er nach Rom zurückkehren werde. Berenice bittet ihn jedoch, noch zu bleiben und übergibt ihm dann überraschenderweise das königliche Siegel Ägyptens. Dabei äußert sie, sie wolle ihr Reich dem Willen Roms unterstellen und Fabio als dessen treuer Sachwalter möge das Siegel jemandem übergeben, mit dem sie dann Bett und Thron teilen werde. Fabio sagt zu sich selbst, dass wohl Alessandro jetzt König Ägyptens werde; nach seinem Abgang meint Berenice im Selbstgespräch, die Gottheit sei nicht nur blind und launisch, sondern nach ihrer Wahrnehmung auch erbärmlich: Chi t’intende? (Nr. 25)
Königlicher Palastgarten. Selene sitzt im Garten und hadert mit ihrem Schicksal: alle Liebe zu Demetrio kann diesen nicht aus seinem Kerker befreien. (Tortorella, che rimira, Nr. 26) Da nähert sich Arsace, fällt ihr zu Füßen und stellt sich für ihre Befehle zur Verfügung. Selene reagiert sofort und fordert ihn auf, Demetrio zu befreien; der Lohn werde ihn überzeugen: Questa qual sia beltà („Meine Schönheit wird euer Lohn sein.“, Nr. 27) Ohne seine Antwort abzuwarten, geht sie ab.
Alessandro trifft auf Arsace und bedeutet ihm, von Fabio das ägyptische Siegel erhalten zu haben, das er aber weder behalten noch Berenice übergeben wolle. Arsace verspricht ihm daher, das Siegel der Königin zu überbringen: (Le dirai…/Dirò, che amore Nr. 29). Fabio tritt hinzu und lädt Alessandro zur Versammlung in den Tempel ein, wo er das Siegel abliefern könne. Das lehnt Alessandro wegen der soeben mit Arsace getroffenen Vereinbarung ab: In quella, sola in quella candida mano (Nr. 30).
Berenice berät sich, den Brief Mitridates in der Hand haltend, mit Aristobolo. Der will nicht in eine neue Diskussion einsteigen und rät zum sofortigen Aufbruch zum Tempel, da die Edelleute bereits alle eingetroffen seien und auf die Königin warteten. Berenice gibt sich traurig, weil sie Demetrio nicht mehr sehen wird. Dann gibt sie sich einen Ruck, schwört erneut Rache und erwartet, im Tempel den abgetrennten Kopf von Demetrio zu sehen: Avvertite mie pupille (Nr. 31).
Das Innere des Tempels mit einem großen Standbild der Isis. Berenice erscheint mit ihrem ganzen Hofstaat; sie spricht sofort die Spitzen ihres Staates an und verkündet ihren Verzicht auf den Thron. Sie nennt hier öffentlich Demetrio einen Verräter und kündigt seinen Tod an. Selene wirft ihrer Schwester daraufhin neidische Rachsucht vor und verlangt, mit Demetrio zu sterben.
Arsace, der Demetrio inzwischen befreit hat, will ebenfalls sterben, da er keinen Sinn in seinem Leben mehr erkennen kann. Berenice gibt sich erschüttert als sie erfährt, dass Alessandro das Siegel „aus Rom“ (gemeint: aus römischer Hand, nämlich von Fabio) erhalten, die Annahme aber abgelehnt hat, weil er es nur aus Liebe von Berenice erhalten wollte. Die Königin bedankt sich für die erklärenden Worte von Alessandro, aus denen sie Liebe zu erkennen glaubt. Sie gibt ihm ihre Hand und beide besteigen den Thron: Quel bel labbro, quel vezzo/Quella fede, quel volto (Nr. 32).
Selene hat ihr an Arsace gegebenes Versprechen „Meine Schönheit wird euer Lohn sein“ vergessen. Aber Arsace ist sich der Aussage Selenes wohl bewusst: Ora Selene è mia… („Und nun ist Selene mein…“) sagt er. Die aber ruft laut Crudo destino! („Grausames Schicksal!“).
Demetrio wird von Aristobolo in den Tempel geführt und meint, wenn Selene der Preis für seine Freiheit sein soll, dann wolle er lieber in Ketten sterben: Le vicende della sorte (Nr. 33) Alessandro erklärt nun, dass Selene das Opfer eines Irrtums war und Vergebung verdient habe. Berenice ist zwar nicht zur Verzeihung bereit, will aber großzügig Gunst gewähren. Arsace hat keine andere Wahl, als mit dem Bund Selene/Demetrio einverstanden zu sein, wenn er dadurch auch leer ausgeht. Alle anderen geben sich zufrieden und vereinigen sich zu einem Dankeschor: Con verace dolce (Nr. 34).

## Musik
Keine der drei in kürzester Zeit komponierten Opern der Spielzeit 1736/37 genoss zu Händels Lebzeiten einen bedeutenden Erfolg. Die Gründe dafür waren kaum in der musikalischen Substanz dieser Werke zu finden, sondern eher in der ganz unbefriedigenden Situation der italienischen Oper in London Mitte der dreißiger Jahre des 18. Jahrhunderts. Mit dem nachlassenden Interesse an der Opera seria hätte das Londoner Publikum höchstens ein Opernensemble am Laufen halten können, aber sicherlich nicht zwei. Der verheerende Konkurrenzkampf hatte beide Unternehmen in den Ruin geführt.

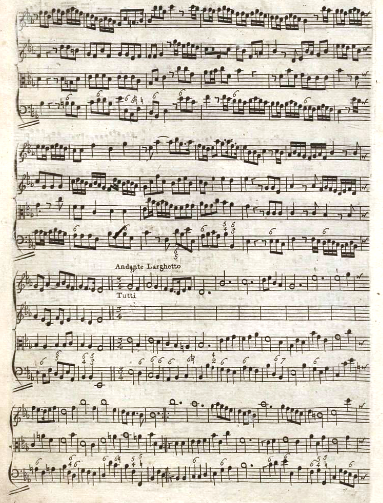
Ausschnitt aus der Ouverture, in der Mitte mit dem Beginn des später als "Minuet in Berenice" weltberühmten zweiten Satzes (Druck von John Walsh, London 1737).

Vom musikalischen Standpunkt betrachtet, gibt es einige bemerkenswerte Momente in der Berenice. Sie beginnt mit einer außergewöhnlichen Ouvertüre in klarem, fast sakral klingendem Es-Dur. Die Fuge beginnt sofort mit dem Thema in einer Engführung zwischen den beiden Oberstimmen. Charles Burney bezeichnet das nun folgende Menuett, übereinstimmend mit den meisten Hörern unserer Zeit, als

“[…] one of the most graceful and pleasing movements that has ever been composed.”

„[…] eines der glückseligsten und angenehmsten Sätze, die jemals komponiert wurden.“

Eine tänzerische Gigue schließt die Ouvertüre ab. Auch die beiden Sinfonien im dritten Akt sind im für Händel typischen festlichen Stil komponiert. Für die erste verwendet er ein Thema aus der Music for the Royal Fireworks.
Wie so oft, liefern auch in dieser Oper die (drei) Gesangsduette eine Skizze der Oper. Das erste am Ende des ersten Aktes von Berenice und Demetrio,Se il mio amor/Se il tuo amor (Nr. 10), ist ein heroisches Stück und bringt ein Paar zusammen, das letztlich gar nicht zusammen gehört. Die Stimmen gehen fast parallel miteinander, als ob volle Übereinstimmung bestünde. Kein Zeichen von Betrübnis, kein Vorbote einer möglichen kommenden Auseinandersetzung. Der Liebesglaube ist echt und wird als echt hingestellt. Das zweite inmitten des dritten Aktes von Alessandro und Arsace (Le dirai…/Dirò, che amore Nr. 29) könnte man als ein „Mißverständnis-Duett“ bezeichnen. Obwohl Alessandro recht einsilbig bleibt, während sich Arsace ausführlicher äußert, besteht musikalische Übereinstimmung, die sich textlich ergänzt. Beide Männer, von edlem Blut, sind traurig, weil sich ihre obendrein überschneidenden Liebesgefühle nicht erfüllen. Sie versuchen, sich über die ihnen abgeforderten Bedingungen zu stellen. Diese Erhebung, auch die, sich nicht dem Diktat Roms beugen zu wollen, lässt Gemeinsamkeiten in sich aufkommen. Das letzte Duett am Ende der Oper schließlich bringt die beiden zusammen, die zusammengehören (sollen), nämlich Berenice und Alessandro: Quel bel labbro, quel vezzo/Quella fede, quel volto (Nr. 32). Diesmal bilden die beiden Gesangstexte und die kontrapunktische Musik eine fröhliche Einheit.
Mit der Figur des Alessandro hat Händel für den Soprankastraten Gizziello eine Paraderolle geschaffen. Dieser kann sich in ritterlicher Verführ-Manier und Sonnyboy-Mentalität als auch in Liebessehnsucht und ehrlicher Hingabe darstellen. Er kann diese Differenziertheit aber auch seinem starken Willen unterordnen, der seine Lebenspläne nicht von Rom diktiert haben will, sondern der die Krone durch die erhoffte Liebe Berenices geschenkt haben möchte. Diesen letztlich starken Charakter, der auch sein gesuchtes Liebesglück mit einschließt, drückt Alessandro im dritten Akt in seiner ausschließlich mit unisono geführten Violinen begleiteten Arie In quella, sola in quella candida mano (Nr. 30) eindringlich aus.
Beste Musik mit breitem Empfindungs-Spektrum wurde von Händel für den Charakter der Berenice geschrieben. Es reicht von wutentbranntem Zorn und tiefster Verzweiflung bis zu warmer Inbrunst und inniger Liebesaussage. Ihre Arie aus dem dritten Akt Chi t’intende? (Nr. 25) ist zweifellos eine der schönsten Arien der Oper, mit herrlichem Solo für die Oboe (ursprünglich für Giuseppe Sammartini geschrieben) und einer thematischen Reminiszenz an seine Studienjahre in Italien: Die schmerzliche fallende Chromatik der Solo-Oboe hatte er schon in seinem Oratorium La Resurrezione (1708) verwendet. Vorher hatte Berenice uns in der Arie Traditore, così vago di sembiante (Nr. 20) im zweiten Akt in rasendem Zorn ihre Rachegefühle entgegengeschleudert. Doch Berenice kann auch fraulich sein. Solange sie noch nicht endgültig erkannt hat, dass ihre Liebe zu Demetrio nicht erwidert wird, weil dieser ihre Schwester liebt, kann sie dem Gedanken und Gefühl der eigenen Liebe – losgelöst von der sie plagenden Politik – freien Raum geben. Dies gilt vor allem für Sempre dolce, ed amorose (Nr. 13): Die Melodie und das erfreuende A-Dur sind eine gefügige Mischung aus reiner Lust und der nahenden Einsicht, dass die erhoffte Erwiderung der Liebe durch Demetrio doch nur ein Traum sein könnte.
Die Partie der Selene ist auf drei Arien, in jedem Akt eine, beschränkt. Gegenüber ihrer Schwester ist sie eine wenig aktive Figur, die sowohl die Freude als auch das Leid still verspüren und verarbeiten kann. Ihre Liebe zu Demetrio ist beständig, aber die Unsicherheit ihrer charakterlichen und geistigen Anlagen hat es schwer, an die dennoch ernst gemeinten Treueschwüre ihres Geliebten unverbrüchlich zu glauben. Ungewissheit verbunden mit poetischen Empfindungen machen diese noch sehr junge Frau zu einem liebenswerten Menschen. Man merkt, dass Händel diese Person mit eigenen, warmen Gefühlen zeichnet. In der beispielhaften Arie Gelo, avvampo, con sidero (Nr. 5) ermöglicht die wehmutsvolle Musik, in die liebenswürdige Welt ihrer unschuldigen Seelentiefe einzutauchen.
Demetrio ist ein Feuerkopf, der ohne große Überlegungen seine jeweiligen Gefühle spontan äußert, gleichgültig, ob es sich dabei um eifersüchtigen Zorn handelt oder es sentimentale Anwandlungen sind. Er ist der eigentliche Held dieser Oper. Er könnte den ägyptischen Thron haben, aber er möchte mit unverzagter Liebe Selene, die Schwester der Königin Berenice, ehelichen, von der er weiß, dass auch sie ihn liebt. Er ist auch der einzige Mann in der Oper, der häufig mit dem Schwert hantierend agiert. Er beginnt im ersten Akt mit einer einfachen und weichen Melodie in Nò, soffrir non può (Nr. 4) und setzt im zweiten Akt mit der dramatischen Arie Sù, Megera, Tesifone, Aletto! (Nr. 15), die voller Enttäuschung und Eifersucht ist, fort. Seinen mannhaften, treuen und heldenhaften Charakter erlebt man insbesondere in seiner Kerkerarie Sì, tra i ceppi, e le ritorte (Nr. 22), die ein brillantes Beispiel der sogenannten „aria di bravura“ (Bravourarie) ist, und sie wurde so manches Mal in den letzten Jahrzehnten in Konzertprogramme aufgenommen, wenngleich sie dort auch oft von Baritonen und Bässen in einer Oktav-Transposition gesungen wurden. Das dunkle c-Moll gibt dem physisch-psychischen Ärgernis der Kettenlast die entsprechende Schwere. Aber die Melodie und der bewegliche und bewegende, fast sinfonische Einsatz der Streicher und Oboen, enthalten das Aufbegehrende in Demetrio.
Neben dem bereits erwähnten Missverständnis-Duett tritt Arsace in den ersten beiden Akten mit je einer Arie auf. In beiden zeigt er, dass er sich als junger Mann noch in Entwicklung befindet. Zum einen sucht er Halt an einer Person. Dabei ist die Liebe nur eine von mehreren Anlehnungsmöglichkeiten. Dies geschieht deutlich in der bildhaften, pastoralen Arie Senza nudrice alcuna (Nr. 8). Sehr prägnant wird sein innerer Zweikampf (seine Uneinigkeit mit sich selbst besteht vorwiegend darin, dass er noch zu entscheiden hat, ob er sein Leben mehr der Liebe, Selene, oder dem Ruhm, dem Kampf gegen Rom, widmen soll) in Amore contro amor combatte nel mio cor (Nr. 18) geschildert.
Berenice ist eine Oper von großer Reife. Trotz des sperrigen dramatischen Kontexts, aus denen sie sich die Geschichte zusammensetzt, spiegelt sie die psychologische Tiefe der Charaktere, die Händel zu zeichnen fähig ist. Die gipfelt in der Figur des ägyptischen Königin (einmal mehr eine bedeutende Frauenrolle in einem Händelschen Werk), die Entsagung vorlebt, ist aber nicht weniger bei Demetrio, Selene und Alessandro vorhanden. Hier zeigt der Komponist seine Genialität in der Darstellung der menschlichen Leidenschaften.

## Struktur der Oper
Ouverture. – (Minuet). – Gigue. (2 Ob, Str, BC)

### Erster Akt
| Scena I    | Recitativo. Berenice Aristobolo, a noi venga                                         |
| Scena II   | Recitativo. Fabio, Alessandro, Berenice Berenice, al tuo soglio quella stessa amista |
|            | 1. Aria. Berenice (Str, BC) No, che servire altriu, no, quest’anima non sa           |
| Scena III  | Recitativo. Alessandro, Fabio Fabio, vedesti mai più bell’orgoglio?                  |
|            | 2. Aria. Fabio (2 Vl, BC) Vedi l’ape ch’ingegnosa                                    |
| Scena IV   | Recitativo. Alessandro Io di Selene? io d’altri                                      |
|            | 3. Aria. Alessandro (Str, BC) Che sarà quando amante accarezza                       |
| Scena V    | Recitativo. Demetrio, Selene Cara, non sospirar!                                     |
|            | 4. Aria. Demetrio (2 Vl, BC) Nò, soffrir non può il mio amore                        |
| Scena VI   | Recitativo. Aristobolo, Selene Selene, oh Dei! dov’è Demetrio?                       |
|            | 5. Aria. Selene (Str, BC) Gelo, avvampo, con sidero, e sento                         |
| Scena VII  | Recitativo. Aristobolo Alla quiete d’Egitto                                          |
|            | 6. Aria. Aristobolo (Str, BC) Con gli strali d’amor cangia morte talor               |
| Scena VIII | Recitativo. Berenice, Arsace Roma, sì, sì, t’intendo a Selene                        |
| Scena IX   | Recitativo. Berenice, Selene, Arsace Oh Dei! sorella, oh Dei!                        |
|            | 7. Aria. Berenice (Str, BC) Dice amor, quel bel vermiglio                            |
| Scena X    | Recitativo. Arsace, Selene Principessa, ed è ver?                                    |
|            | 8. Aria. Arsace (Str, BC) Senza nudrice alcuna, qual pargoletto in cuna              |
| Scena XI   | Recitativo. Alessandro Alessandro, che pensi?                                        |
| Scena XII  | Recitativo. Demetrio, Alessandro, Berenice, Fabio, Aristobolo Ne pur le regie porte  |
|            | 9. Aria. Alessandro (2 Ob, Str, BC) Quell’oggetto, ch’e caro a chi adoro             |
|            | Recitativo. Demetrio, Berenice Che valor! Che finezza!                               |
|            | 10. Duetto. Berenice, Demetrio (Str, BC) Se il mio amor fu il tuo delitto            |

### Zweiter Akt
| Scena I    | 11. Arioso. Demetrio (Str, BC) Se non ho l’idol mio scetro e corona, addio!         |
|            | Recitativo. Berenice, Demetrio Demetrio, anima mia                                  |
| Scena II   | Recitativo. Fabio, Demetrio, Berenice Già che per tuo consorte                      |
|            | 12. Arietta. Fabio (Str, BC) Guerra, e pace Egizia terra                            |
| Scena III  | Recitativo. Berenice, Demetrio Molto afflitto, Demetrio, ancor paventi?             |
|            | 13. Aria. Berenice (2 Vl, BC) Sempre dolci, ed amorose non vi voglio                |
| Scena IV   | 14. Recitativo accompagnato. (Str, BC) Demetrio Selene, infida… spergiurato amore   |
|            | 15. Aria. Demetrio (Str, BC) Sù, Megera, Tesifone, Aletto!                          |
| Scena V    | 16. Arioso. Alessandro (Str, BC) Mio bel sol, dove t’aggiri?                        |
|            | Recitativo. Arsace, Alessandro Prence Alessandro, e quale maligna stella            |
| Scena VI   | Recitativo. Aristoblo, Alessandro, Arsace Oh Dei! Fabio minaccia                    |
|            | 17. Aria. Alessandro (Str, BC) La bella mano, che mi piagò                          |
| Scena VII  | Recitativo. Arsace, Aristobolo Aristobolo, oh Dei!                                  |
|            | 18. Aria. Arsace (Str, BC) Amore contro amor combatte nel mio cor                   |
| Scena VIII | Recitativo. Aristobolo Tiranna degli affetti                                        |
|            | 19. Aria. Aristobolo (2 Ob, Str, BC) Senza te sarebbe il mondo                      |
| Scena IX   | Recitativo. Selene, Demetrio, Berenice E qual furor geloso                          |
| Scena X    | Recitativo. Demetrio, Selene, Berenice Perfida… A me fedel? Ingrato core!           |
|            | 20. Aria. Berenice (2 Ob, Str, BC) Traditore, così vago di sembiante                |
| Scena XI   | Recitativo. Demetrio, Selene Empia, tu piangi?                                      |
| Scena XII  | Recitativo. Berenice, Selene, Demetrio, Arsace Prencipessa, t’arresta; e tu, fellon |
| Scena XIII | Recitativo. Fabio, Selene, Alessandro, Berenice, Demetrio A me nè fè il rifiuto     |
|            | 21a. Aria. Demetrio (Str, BC) Sì, tra i ceppi, e le ritorte                         |
| Scena XIV  | Recitativo. Selene, Arsace E questo l’amor tuo?                                     |
|            | 22. Aria. Selene (Str, BC) Si poco è forte dunque tua fede                          |

### Dritter Akt
| Scena I    | 23. Sinfonia. (Str, BC)                                                                           |
|            | Recitativo. Berenice, Aristobolo Olà! tra lacci suoi                                              |
| Scena II   | Recitativo. Demetrio, Berenice, Aristobolo Eccomi, o Berenice                                     |
|            | 24. Aria. Demetrio (Str, BC) Per si bella cagion m’e dolce la prigion                             |
| Scena III  | Recitativo. Aristobolo, Berenice Mia Regina… Fa pronto                                            |
| Scena IV   | Recitativo. Fabio, Berenice Regina, addio                                                         |
|            | 25. Aria. Berenice (Ob solo, Str, BC) Chi t’intende? o cieca instabile!                           |
| Scena V    | 26. Arioso. Selene (2 Vl, BC) Tortorella, che rimira presa al laccio la compagna                  |
|            | Recitativo. Selene, Arsace Qui dove il mio tesoro                                                 |
|            | 27. Aria. Selene (Str, BC) Questa qual sia beltà                                                  |
| Scena VI   | Recitativo. Arsace, Alessandro Qual arduo impegno, o Arsace!                                      |
|            | 28. Duetto. Alessandro, Arsace (2 Vl, BC) Le dirai… / Dirò, che amore come il cor ti lega il pie  |
| Scena VII  | Recitativo. Fabio, Alessandro Prence, d’Iside al tempio                                           |
|            | 29. Aria. Alessandro (2 Vl, BC) In quella, sola in quella candida mano e bella                    |
| Scena VIII | Recitativo. Aristobolo, Berenice De’satrapi e adunata l’assemblea                                 |
|            | 30. Aria. Berenice (2 Vl, BC) Avvertite mie pupille, non tradite l’onor mio                       |
| Scena IX   | 31. Sinfonia.                                                                                     |
|            | Recitativo. Berenice, Selene, Arsace, Alessandro Gran Nume tutelar di questo Regno                |
|            | 32. Duetto. Berenice, Alessandro (2 Vl, BC) Quel bel labbro, quel vezzo / Quella fede, quel volto |
|            | Recitativo. Arsace, Selene, Demetrio, Alessandro, Berenice Ora Selene è mia…                      |
|            | 33. Aria. Demetrio (2 Vl, BC) Le vicende della sorte hanno sempre un novo aspetto                 |
|            | 34. Coro. (2 Ob, Str, BC) Con verace dolce pace brilli ogn’alma ed ogni cor                       |

## Erfolg und Kritik
“The weaknesses of Berenice are dramatic, not musical. There is no perceptible falling off in invention: almost every aria, even when tangential to the plot, has some subtle turn of phrase or structural detail. Burney, for whom drama and characterisation held little interest, ranked it very high and devoted several pages to a description of the score.”

„Die Schwächen der Berenice sind dramatischer, nicht musikalischer Art. Es gibt kein wahrnehmbares Nachlassen [von Händels] Erfindungsreichtum: Fast jeder Arie, selbst auf Nebenschauplätzen, hat subtile musikalische Wendungen oder feine strukturelle Details. Bei Burney, der die Dramatik und Charakterisierung [im Allgemeinen] nicht so interessant fand, rangiert [Berenice] weit oben und er widmete ihr [in seiner Allgemeinen Musikgeschichte, 1789] mehrere Seiten zur Beschreibung der Partitur.“

## Orchester
Zwei Oboen, Streicher, Basso continuo (Violoncello, Laute, Cembalo).

## Diskografie
- Newport Classics 85620-3 (1994): Julianne Baird (Berenice), Andrea Matthews (Alessandro), Jennifer Lane (Demetrio), D’Anna Fortunato (Selene), Drew Minter (Arsace), John McMaster (Fabio), Jan Opalach (Aristobolo)
Brewer Chamber Orchestra; Dir. Rudolph Palmer (150 min)
- Virgin Classics (EMI Music) 50999 6285362-0 (2010): Klara Ek (Berenice), Ingela Bohlin (Alessandro), Franco Fagioli (Demetrio), Romina Basso (Selene), Mary-Ellen Nesi (Arsace), Anicio Zorzi Giustiniani (Fabio), Vito Priante (Aristobolo)
Il complesso barocco; Dir. Alan Curtis (166 min)